# Tel Malhata

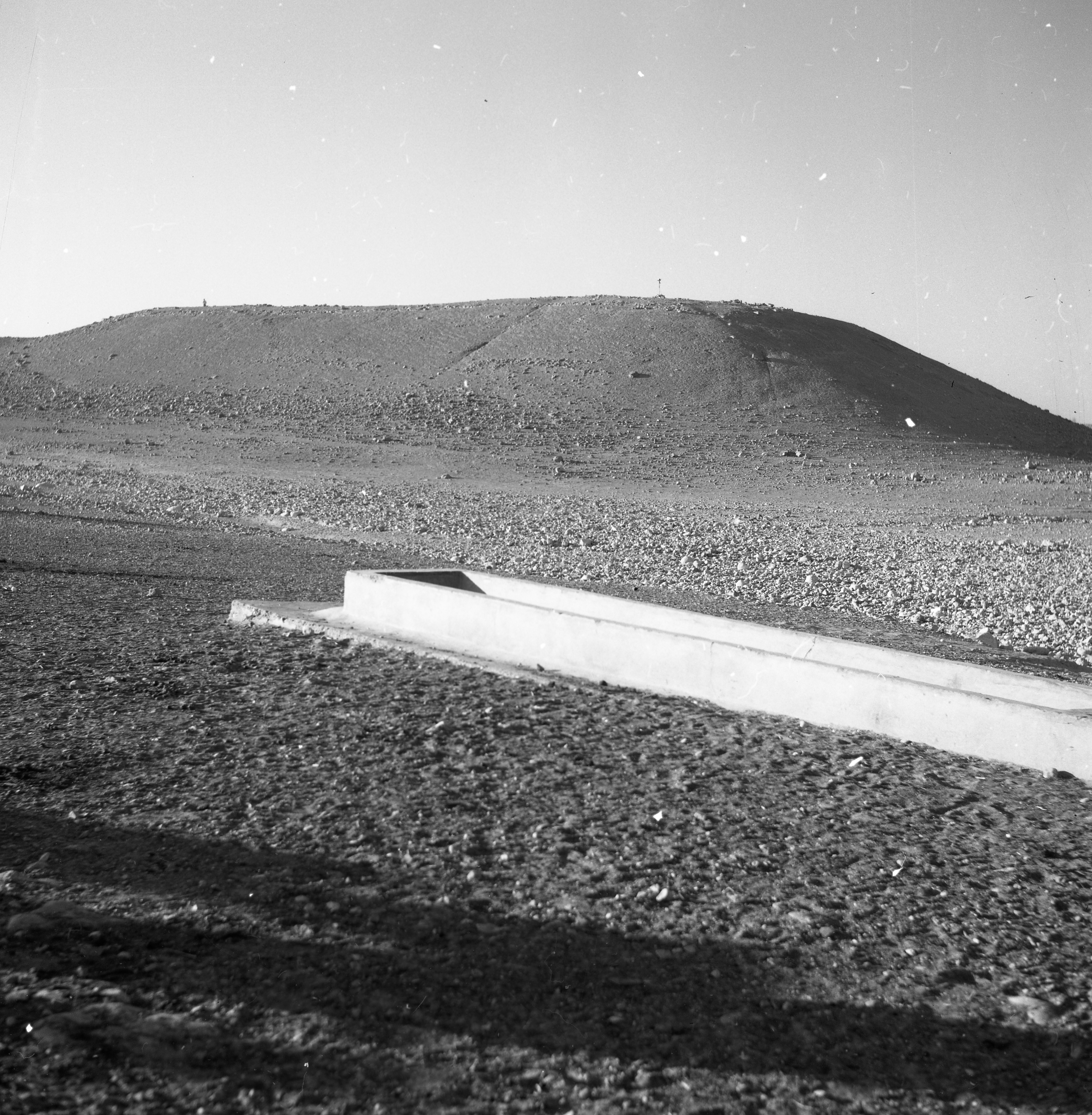
Excavation à Tel Malhata en 1956

Tel Malḥata est un site archéologique situé dans le nord du désert du Néguev en Israël. Le site se trouve dans la vallée d'Arad, sur la rive est du naḥal Malḥata à proximité de sa jonction avec le naḥal Beer-Sheva, au nord de la base aérienne de Nevatim. Il connaît son pic de prospérité à l'époque du royaume de Juda au VIIe siècle av. J.-C. C'est alors une ville fortifiée à la frontière sud du royaume, soumise à l'influence d'Édom.

## Description du site
Le tel occupe une  superficie de 1,5 acre. Il a une forme elliptique et mesure 210 m de long sur 75 m de large. Au pied de la pente nord-est du tel, on trouve d'abondantes sources d'eau, parmi les seules de la région. Le nom arabe du site est Tell el-Milkh (« la colline du sel »). Ce nom provient probablement de son association avec le commerce du sel depuis la mer Morte et qui était acheminé par des caravanes vers le port de Gaza ou l’Égypte. À proximité, un autre tel plus petit a été baptisé Petit Tel Malḥata. Ce dernier a été occupé principalement pendant la période du chalcolithique et au bronze ancien. Au sud et à l'ouest du tel, on trouve les restes d'installations romaines et byzantines.

## Identification
Plusieurs identifications avec des sites bibliques ont été proposées : Molada, Horma ou Baalat-Beer. Pour Yohanan Aharoni, il peut s'agir de la ville d'« Arad de Yehoram » mentionnée dans la liste des conquêtes du pharaon Sheshonq Ier. Pour la période romaine, on considère qu'il s'agit de la forteresse de Malatha/Moleatha mentionnée dans la Notitia dignitatum. Le nom romain peut avoir préservé le nom biblique de Molada.

## Histoire
Deux campagnes de fouilles ont été menées en 1967 et 1971 sous la direction de Moshe Kochavi. Des fouilles de sauvetages du site romain-byzantin sont conduites en 1981. Sept autres campagnes ont été menées entre 1990 et 2000 conjointement par l'institut d'archéologie de l'université de Tel Aviv et par l'université Baylor du Texas, sous la direction d'Itzhaq Beit-Arieh et de Bruce C. Cresson.
Au cours des fouilles archéologiques, six niveaux d'occupation ont été identifiés sur le site :
- niveau I : période romaine tardive (IIIe – IVe siècle)
- niveau II : période hellénistique (IIIe – IIe siècle av. J.-C.)
- niveau III : âge du fer IIc (VIIe – VIe siècle av. J.-C.)
- niveau IV : âge du fer IIb (VIIIe siècle av. J.-C.)
- niveau V : âge du fer IIa (Xe – IXe siècle av. J.-C.)
- niveau VI : âge du bronze moyen IIb-c (XVIIIe – XVIe siècle av. J.-C.)

### Âge du bronze
Le petit tel est occupé au chalcolithique et au bronze ancien. Il s'agit d'un petit site non fortifié qui sert probablement d'étape entre Arad et l’Égypte. On y a trouvé des objets d'importation égyptiens dont trois serekhs. La plus ancienne trace d'occupation du grand tel date du bronze moyen (niveau VI). Le site semble modeste. Il est entouré d'un rempart en terre surmonté d'un mur. Le petit tel est aussi occupé et dépend probablement de la ville fortifiée adjacente. Malhata est alors la ville fortifiée la plus orientale de la frontière sud de Canaan.

### Âge du fer
Après 600 ans d'abandon, le site est à nouveau occupé au Xe siècle av. J.-C. (niveau V). Il le restera pendant tout l'âge du fer. Seul le grand tel est réoccupé. La ville est agrandie et elle est protégée par une muraille. Un grand bâtiment tripartite à piliers est construit. Ce type de bâtiment est typique des constructions servant au stockage de biens à l'âge du fer en Palestine. Il s'agit de la plus grande ville fortifiée du Néguev oriental. Elle sert probablement de centre administratif pour le pouvoir royal judéen. Le site est finalement détruit par un incendie.
Après cette destruction, la ville est complètement rebâtie (niveau IV). De nouvelles fortifications sont construites. Le mur de l'enceinte est relevé. La muraille dispose de tours dont une a été conservée jusqu'à une hauteur de 7 m. Un ensemble de bâtiments avec des cours est construit le long du mur nord de l'enceinte. Une forteresse est établie dans l'angle sud-ouest. Le site est détruit à la fin du VIIIe siècle av. J.-C., peut-être au cours de la campagne du roi d'Assyrie Sennacherib en 701 av. J.-C. La ville est ensuite reconstruite au cours du VIIe siècle av. J.-C.(niveau III). Cette période correspond à une intense activité de peuplement du Néguev. Pour Malhata, il s'agit de la période d'occupation la plus riche de l'histoire du site. Le bâtiment à piliers est reconstruit. À l'est, une série de petites pièces sont adossées à l'enceinte. Certaines d'entre elles servent probablement d'ateliers. Le site présente un mélange de poteries dont certaines sont de types communs dans le royaume de Juda alors que d'autres présentent des parallèles avec les productions édomites de Transjordanie. Compte tenu de ses fortifications, Malhata occupe une position importante dans l'administration judéenne du Néguev. La ville est détruite par un feu violent à la fin du VIIIe ou au début du VIe siècle av. J.-C.. La destruction est à peu près contemporaine des règnes des rois de Juda Manassé ou Josias. Après cette destruction, la ville ne sera plus reconstruite.
Parmi les découvertes archéologiques, on compte des sceaux et des poids (1, 2, 4, 8 et 128 shekels). Des objets témoignent des cultes domestiques : autels à encens, kernos, scarabées égyptiens, figurines en terre cuite. Parmi les figurines, on a notamment trouvé des figurines piliers et deux figurines de têtes d'hommes barbus dont l'un joue de la flûte. Ces dernières présentent des parallèles stylistiques avec les figurines contemporaines découvertes à proximité à Horvat Qitmit.

### Période hellénistique et romaine
Après 300 ans d'abandon, le site est brièvement occupé pendant la période hellénistique. Sous le Bas-Empire romain, une forteresse est établie. Elle mesure 70 m sur 50 m et est protégée par un mur en pierre de 1,25 m d'épaisseur et mesurant environ 3 m de haut. De cette période datent des pièces de monnaie frappées au nom des empereurs Gallien, Claude II le Gothique, Dioclétien, Constantin Ier et Théodose Ier. Il peut s'agir du camp de la cohorte I Flavia qui a séjourné à Moleatha.